# 氣流機制
在語音學中，氣流機制是指在聲道中產生氣流的方法。氣流機制也是言語產生的三個主要組成部分之一，而另外兩者則分別是發聲（描述聲波通過準週期性振動產生某些聲音的過程）和调音（描述發音器官如何製造出語音）。:14
能夠產生氣流的器官被稱為氣流發聲器官（initiator），在口語人類語言中有三組氣流發聲器官：
- 膈膜、肋骨和肺；
- 聲門；
- 舌。

事實上，臉頰也可產生氣流（在VoQS中標記為{ↀ}），但沒有任何語言以此方式發音。
在喉切除手術之後，食道也可作為氣流發聲器官（VoQS中{Œ}表示普通食道發聲、{Ю}表示氣管-食管發聲）。
撞擊式輔音（Percussive consonants）發聲時則完全不需要任何氣流機制。

## 氣流機制的類型
隔膜、聲門及舌頭皆可以通過提高或降低壓力以產生氣流。這些壓力變化通常可以對應於向外和向內的氣流，術語上分別被稱作外呼音（egressive）與內吸音（ingressive）。在以下這六個由此產生的氣流機制中，有四種在世界各地被發現：
- 肺部外呼音：空氣由肺部被肋骨與橫膈擠出。所有的人類語言都使用這種聲音（比如元音），四分之三的人所說的語言只擁有這類的音。
- 聲門（英语：Glottalic consonant）外呼音：
- 聲門內吸音：
- 舌內吸音：